# Dactyloptena
Dactyloptena is een geslacht van straalvinnige vissen uit de familie van vliegende knorhanen (Dactylopteridae). Het geslacht is voor het eerst wetenschappelijk beschreven in 1908 door Jordan & Richardson.

## Soorten
- Dactyloptena gilberti Snyder, 1909
- Dactyloptena macracantha (Bleeker, 1854)
- Dactyloptena orientalis (Cuvier, 1829) – Helmpoon
- Dactyloptena papilio Ogilby, 1910
- Dactyloptena peterseni (Nyström, 1887)
- Dactyloptena tiltoni Eschmeyer, 1997